# 1996年ウィンブルドン選手権
1996年 ウィンブルドン選手権（1996ねんウィンブルドンせんしゅけん、The Championships, Wimbledon 1996）は、イギリス・ロンドン郊外にある「オールイングランド・ローンテニス・アンド・クローケー・クラブ」にて、1996年6月24日から7月7日にかけて開催された。

## シード選手

### 男子シングルス
1. ピート・サンプラス　（ベスト8）
2. ボリス・ベッカー　（3回戦）
3. アンドレ・アガシ　（1回戦）
4. ゴラン・イワニセビッチ　（ベスト8）
5. エフゲニー・カフェルニコフ　（1回戦）
6. マイケル・チャン　（1回戦）
7. （大会開始前に棄権）
8. ジム・クーリエ　（1回戦）
9. トーマス・エンクビスト　（2回戦）
10. ミヒャエル・シュティヒ　（4回戦）
11. ウェイン・フェレイラ　（3回戦）
12. ステファン・エドベリ　（2回戦）
13. トッド・マーティン　（ベスト4）
14. マルク・ロセ　（3回戦）
15. アルノー・ブッチ　（1回戦）
16. セドリック・ピオリーン　（4回戦）

### 女子シングルス
1. シュテフィ・グラフ　（優勝、2年連続7度目）
2. モニカ・セレシュ　（2回戦）
3. コンチタ・マルティネス　（4回戦）
4. アランチャ・サンチェス・ビカリオ　（準優勝）
5. アンケ・フーバー　（3回戦）
6. ヤナ・ノボトナ　（ベスト8）
7. チャンダ・ルビン　（大会開始前に棄権）
8. リンゼイ・ダベンポート　（2回戦）
9. メアリー・ジョー・フェルナンデス　（ベスト8）
10. マグダレナ・マレーバ　（2回戦）
11. ブレンダ・シュルツ＝マッカーシー　（3回戦）
12. 伊達公子　（ベスト4）
13. マリー・ピエルス　（ベスト8）
14. アマンダ・クッツァー　（2回戦）
15. イリナ・スピールリア　（2回戦）
16. マルチナ・ヒンギス　（4回戦）
17. カリナ・ハブスドバ　（1回戦）　［第7シード・ルビンが棄権のため繰り上げ］

## 大会経過

### 男子シングルス
準々決勝
- リカルト・クライチェク vs.  ピート・サンプラス　7-5, 7-6, 6-4
- ジェイソン・ストルテンバーグ vs.  ゴラン・イワニセビッチ　6-3, 7-6, 6-7, 7-6
- トッド・マーティン vs.  ティム・ヘンマン　7-6, 7-6, 6-4
- マラビーヤ・ワシントン vs.  アレックス・ラドゥレスク　6-7, 7-6, 5-7, 7-6, 6-2

準決勝
- リカルト・クライチェク vs.  ジェイソン・ストルテンバーグ　7-5, 6-2, 6-1
- マラビーヤ・ワシントン vs.  トッド・マーティン　5-7, 6-4, 6-7, 6-3, 10-8

### 女子シングルス
準々決勝
- シュテフィ・グラフ vs.  ヤナ・ノボトナ　6-3, 6-2
- 伊達公子 vs.  マリー・ピエルス　3-6, 6-3, 6-1
- アランチャ・サンチェス・ビカリオ vs.  ジュディス・ヴィースナー　6-4, 6-0
- メレディス・マグラス vs.  メアリー・ジョー・フェルナンデス　6-3, 6-1

準決勝
- シュテフィ・グラフ vs.  伊達公子　6-2, 2-6, 6-3
- アランチャ・サンチェス・ビカリオ vs.  メレディス・マグラス　6-2, 6-1

## 決勝戦の結果
男子シングルス
- リカルト・クライチェク vs.  マラビーヤ・ワシントン　6-3, 6-4, 6-3

女子シングルス
- シュテフィ・グラフ vs.  アランチャ・サンチェス・ビカリオ　6-3, 7-5

男子ダブルス
- マーク・ウッドフォード＆ トッド・ウッドブリッジ vs.  バイロン・ブラック＆ グラント・コネル　4-6, 6-1, 6-3, 6-2

女子ダブルス
- マルチナ・ヒンギス＆ ヘレナ・スコバ vs.  メレディス・マグラス＆ ラリサ・ネーランド　5-7, 7-5, 6-1

混合ダブルス
- シリル・スーク＆ ヘレナ・スコバ vs.  マーク・ウッドフォード＆ ラリサ・ネーランド　1-6, 6-3, 6-2

## みどころ
- 7月4日の女子シングルス準決勝で、伊達公子とシュテフィ・グラフの対戦が世界中のテニスファンを沸かせた。第1セットをグラフが 6-2 で先取した後、第2セットを伊達が 6-2 で奪い返して1セット・オールになったところで試合が日没順延となり、最終第3セットは7月5日の（現地時間）午前11時に持ち越された。再開された第3セットをグラフが 6-3 で奪い、伊達は4大大会女子シングルスで1994年全豪オープン、1995年全仏オープンに続く3度のベスト4進出の成績を残した。この第3セットの模様は、日本には午後7時のNHKニュースの時間を返上して生中継された。第2セット・第7ゲームの途中で観客の1人がグラフに“呼びかける”ハプニングもあり、この試合は海外のテニス・ジャーナリズムにも今なお語り継がれている。
- 女子シングルス決勝は、2年連続でグラフとサンチェスの対戦になった。伊達との準決勝を乗り切ったグラフは、これで4大大会通算「20勝」の大台に乗り（全豪オープン4勝＋全仏オープン5勝＋ウィンブルドン7勝＋全米オープン4勝＝20勝）、マーガレット・コート夫人の「24勝」に続く女子歴代2位に躍進した。ウィンブルドン7勝は、ドロテア・ダグラス・チェンバース（1878年 - 1960年）と並ぶ女子歴代3位タイ記録。
- 男子シングルス決勝は、大会史上初めてリカルト・クライチェク（オランダ）とマラビーヤ・ワシントン（アメリカ）による「ノーシード選手同士の対決」となった。優勝したクライチェクは、オランダ人の男子テニス選手として最初の4大大会シングルス優勝者に輝いた。（彼は当時世界ランキング13位であったが、「過去に芝生の大会で実績がない」という理由でノーシード選手にされた。）準優勝者のワシントンは、黒人の男子テニス選手として1975年のアーサー・アッシュ（1943年 - 1993年）以来となるウィンブルドン優勝のチャンスを逃した。
- 男子シングルス準々決勝で、大会3連覇中だった第1シードのピート・サンプラスがクライチェクに 5-7, 6-7, 4-6 でストレート負けする波乱があった。地元イギリスのヒーローとして、ティム・ヘンマンがこの年から活躍を開始する。ヘンマンは男子シングルス1回戦で、先の全仏オープン優勝者エフゲニー・カフェルニコフを 7-6, 6-3, 6-7, 4-6, 7-5 のフルセットで破り、一躍脚光を浴びた。この年のヘンマンは、準々決勝でトッド・マーティン（アメリカ）に敗れた。
- 女子ダブルスでは、マルチナ・ヒンギスが15歳9ヶ月で初めての4大大会タイトルを獲得した。ヘレナ・スコバは女子ダブルス・混合ダブルスの2部門制覇を達成。女子ダブルス準優勝ペアの1人、メレディス・マグラス（アメリカ）は女子シングルス準決勝でサンチェスに敗れた“もう1人のベスト4進出者”であった。